# Muquém de São Francisco
Muquém de São Francisco è un comune del Brasile nello Stato di Bahia, parte della mesoregione di Vale São-Franciscano da Bahia e della microregione di Barra.